# Spaunton
Spaunton – osada w Anglii, w hrabstwie North Yorkshire, w dystrykcie (unitary authority) North Yorkshire. Leży 40 km na północ od miasta York i 315 km na północ od Londynu.